# Wilhelm Groener
Wilhelm Groener of Gröner (Ludwigsburg, 22 november 1867 – Bornstedt, 15 september 1939) was een Duits militair en politicus. Na het volgen van middelbaar onderwijs aan een gymnasium, trad hij toe tot het leger van het koninkrijk Württemberg (Zuid-Duitsland). In 1890 werd hij bevorderd tot bataljonscommandant. Van 1893 tot 1896 studeerde Groener aan de Militaire Academie van Berlijn. In 1899 werd hij als kapitein toegevoegd aan de generale staf. 
In 1910 werd Groener bevorderd tot kolonel en bevelhebber van een regiment bij Stuttgart. Na het uitbreken van de Eerste Wereldoorlog was hij verantwoordelijk voor het militaire transportwezen en de troepenverplaatsingen per trein. In 1915 werd Groener generaal-majoor en in 1916 luitenant-generaal. Van 1916 tot 1917 werkte hij op het ministerie van Oorlog in Berlijn.
In 1917 werd Groener lid van de Oberste Heeresleitung (hoofdkwartier) en opperbevelhebber van het Duitse leger in Oekraïne. Op 25 juni 1918 kreeg hij de leiding van het hoofdkwartier in Kolberg van veldmaarschalk Paul von Hindenburg. In oktober 1918 was de Duitse nederlaag onvermijdelijk en trad kwartiermeester-generaal Erich Ludendorff af. Wilhelm Groener werd door keizer Wilhelm II tot zijn opvolger benoemd. Aanvankelijk steunde generaal Groener de Duitse keizer, maar toen duidelijk werd dat als de keizer niet aftrad er een revolutie of zelfs een burgeroorlog kon uitbreken, schaarde Groener zich aan de zijde van hen, die een abdicatie van de keizer voorstonden, hoewel hij de monarchie zelf hoopte te bewaren. In de revolutionaire novemberdagen plantte Groener mee de dolkstootlegende. Hij verklaarde: Vier jaar lang was het Duitse volk ongebroken tegen een wereld van vijanden, nu laat het zich als een lijk omverwerpen door een handvol matrozen bij wie het Russische gif [...] was ingespoten. Maar wie zijn de figuren achter de schermen? Joden zowel hier als daar. Op 9 november 1918 werd de republiek uitgeroepen en op 10 november 1918 sloot Groener met de nieuwe rijkskanselier Friedrich Ebert het zogenaamde "Ebert-Groener-pact". Dit hield in dat Groener en het leger bereid waren om de republiek en de zittende regering te verdedigen tegen haar vijanden, op voorwaarde dat de regering de structuur van het leger onaangetast liet. In zijn memoires schreef hij dat dit nodig was… ‘…om het beste en sterkste element van het oude Pruisen in het nieuwe Duitsland over te dragen.’
Op 14 november 1918 verlegde generaal Groener het hoofdkwartier van de Oberste Heeresleitung naar Kolberg. Hij stemde in met het Verdrag van Versailles, maar bepleitte later een hervatting van de strijd. Op 30 september 1919 nam hij ontslag uit het leger. Dit zeer tegen de wens van president Ebert, die bang was dat de conservatieve generaals aan de macht zouden komen.
Van 1920 tot 1923 was Groener rijksminister van Verkeer. Van 1928 tot 1931 was hij minister van Defensie en van 1931 tot 1932 minister van Binnenlandse Zaken. Als minister van Defensie probeerde hij de Reichswehr (naam van het Duitse leger tijdens de Weimarrepubliek) dienstbaar te maken aan de republiek. Als minister van Binnenlandse Zaken verbood hij de SA van Hitler. Hierdoor raakte hij in conflict met de Nationaalsocialistische Duitse Arbeiderspartij (NSDAP) van Hitler.
Onder rijkskanselier generaal Kurt von Schleicher (zijn vroegere protegé) was Groener opnieuw minister van Defensie. Toen Von Schleicher met de nazi's wilde samenwerken, bewoog hij Groener tot aftreden (mei 1932). 
In 1934 schreef Groener zijn memoires. Hij overleed net na het uitbreken van de Tweede Wereldoorlog in september 1939.
Luitenant-Generaal Wilhelm Gröner werd door de Duitse Keizer en Pruisisch Koning Wilhelm II op 11 september 1907 gedecoreerd met de IVe Klasse van de Orde van de Rode Adelaar. Op 17 september 1909 kreeg hij verlof om een gouden kroon boven het kruis te dragen. Op 19 juli 1913 volgde de IIIe Klasse en op 16 augustus 1917 de IIe Klasse zonder de plaque. Op 15 juni 1918 werd hem het commandeurskruis van de IIe Klasse met Kroon en Zwaarden uitgereikt. Hij mocht nu ook de zilveren plaque op de linkerborst dragen. Het was gebruikelijk om Duitse militairen geregeld te decoreren en binnen de orden te bevorderen waarbij gebruik werd gemaakt van de verschillende vormen met zwaarden, met of zonder kroon en met of zonder plaque.
Hij droeg ook het IJzeren Kruis Ie Klasse en de Orde Pour le Mérite.

## Militaire loopbaan
- Fahnenjunker: 22 november 1884[3]
- Sekonde-Lieutenant: 9 september 1886[3]
- Premier-Lieutenant: 18 september 1893[3]
- Bataillonsadjutant: 30 september 1893
- Hauptmann: 25 maart 1899[3]
- Major: 27 januari 1906[3]
- Oberstleutnant: 1 oktober 1912[3]
- Oberst: 5 september 1914[3]
- Generalmajor: 26 juni 1915[3]
- Generalleutnant: 1 november 1916[3]
- Generalquartiermeister: 26 oktober 1918

## Decoraties
- Pour le Mérite op 11 september 1915[4][3]
- IJzeren Kruis, 1e klasse
- Orde van de Rode Adelaar met Kroon en Zwaarden in 1917[5]
- Militaire Max Joseph-Orde
  - Commandeur op 13 juli 1916[3]
  - Ridder op 3 juli 1914[3]
- Officierskruis in de Orde van Militaire Verdienste (Beieren) met Zwaarden
- Ridder in de Militaire Orde van Verdienste (Württemberg)
- Ereburger van Ludwigsburg

- Bibsys: 90685551
- Bibliothèque nationale de France: cb12816121q (data)
- Gemeinsame Normdatei: 118542354
- International Standard Name Identifier: 0000 0001 0857 4699
- Library of Congress Control Number: nr88002420
- Nationale Bibliotheek van Letland: 000215214
- Nationale Bibliotheek van Tsjechië: xx0278891
- Nationale Bibliotheek van Israël: 987007262043105171
- Nationale Bibliotheek van Polen: a0000003041750
- Nederlandse Thesaurus van Auteursnamen: 105144290
- SNAC: w6mh26hj
- Système universitaire de documentation: 050634720
- Virtual International Authority File: 51817892
- WorldCat: E39PBJw4Fg34BCcpgQDMDbmcfq